# Pieter van Bredael
Pour les articles homonymes, voir Bredael.
Pieter van Bredael, né à Anvers en 1629 et mort à Anvers en 1719, est un peintre flamand.

## Biographie
Pieter van Bredael est admis à la Guilde de Saint-Luc d'Anvers en 1650. On ne connait pas son maître, mais il a réalisé des œuvres dans le style de Jan Brueghel l'Ancien et peint des paysages colorés. Il a passé quelque temps en Espagne, où ses peintures ont été très admirées. Il est très probable qu'il soit allé en Italie, car certains de ses tableaux représentent des ruines des environs de Rome.
Les quatre œuvres qui lui sont attribuées dans la galerie de Vienne sont présentés comme étant peintes par un autre peintre. Deux paysages italiens sont conservés par l'Académie de Bruges et deux autres par la Galerie de La Haye.
Il a eu pour élèves Hendrik Frans van Lint (en), Ferdinandus Hofmans , et son fils Joris van Bredael (en).